# Uniwersytet Tuluza III – Paul Sabatier
Uniwersytet Tuluza III - Paul Sabatier (Université Paul Sabatier Toulouse III) – francuski uniwersytet w Tuluzie. Skupia studentów na kierunkach nauk przyrodniczych, inżynierskich i sportowych. Wydzielono go z Uniwersytetu Tuluza I w 1969. Nazwany imieniem chemika - noblisty Paula Sabatiera.